# Elecciones generales de Puerto Rico de 2020
Las elecciones generales de Puerto Rico de 2020 se realizaron el 3 de noviembre de 2020. En estas se eligieron al gobernador de Puerto Rico, al comisionado residente, el Senado, la Cámara de Representantes y los alcaldes de los 78 municipios para el cuatrienio que transcurre desde el comienzo del 2021 hasta el 2025. 
Pedro Pierluisi del Partido Nuevo Progresista fue elegido como gobernador y su compañera de papeleta Jenniffer González fue reelegida como comisionada residente. Por otra parte, fue el Partido Popular Democrático quien ganó más escaños en la Cámara de Representantes de Puerto Rico y en el Senado de Puerto Rico. En esta histórica elección el Movimiento Victoria Ciudadana y el Proyecto Dignidad, ambos partidos emergentes, lograron algunos escaños en la rama legislativa.

## Antecedentes
Luego de la renuncia del gobernador Ricardo Rosselló a causa de las protestas en su contra,el licenciado Pedro Pierluisi juramentó como gobernador al ser este secretario de Estado en funciones haciendo uso de la 
Ley Núm. 7 del 24 de julio de 1952, cuya enmienda de 2005, ofrece la posibilidad de juramentar como gobernador sin el aval de ambos cámaras legislativas, pero Thomas Rivera Schatz en calidad de presidentame del Senado entabló una demanda al licenciado Pierluisi impugnando, en el Tribunal de Distrito de San Juan, la juramentación del cargo alegando una violación a las facultades constitucionales del Senado ya que el Senado no había confirmado su nombramiento de secretario de estado como manda la Constitución. La demanda luego fue tomada por el Tribunal Supremo foro que votación unánime (9-0)  en la sentencia del caso Senado de Puerto Rico v. Gobierno de Puerto Rico et als. 2019 TSPR 138 resolvió que el Senado tiene la potestad de confirmar los secretarios de gobierno, por lo cual este foro declaró inconstitucional partes de la ley y declarando nula la juramentación de Pierluisi que fue expulsado del cargo en su lugar la Secretaría de Justicia, licenciada Wanda Vázquez Garced, asumió la gobernación juramentado el cargo ante la Jueza Presidenta del Tribunal Supremo Maite Oronoz Rodríguez en cumplimiento con la constitución de Puerto Rico y la ley.

## Sistema electoral
El gobernador es elegido por sufragio universal directo por mayoría simple. La Asamblea Legislativa de Puerto Rico se divide en dos cuerpos: Senado que está conformado por 27 senadores: 2 por cada uno de los 8 distritos senatoriales y 11 por voto único no transferible en todo Puerto Rico y la Cámara de Representantes que está conformada por 51 representante uno por cada uno de los 40 distritos representativos y 11 por voto único no transferible en todo Puerto Rico. Las alcaldías son 78 en todo Puerto Rico y escogen a un alcalde por mayoría simple y una legislatura municipal.

## Candidatos a gobernador
Partido Nuevo Progresista
El 3 de marzo de 2019, Ricardo Rosselló anunció que buscaría la reelección como gobernador en las elecciones de 2020; sin embargo, tras el escándalo de Telegramgate y las posteriores protestas frente a La Fortaleza, Rosselló anunció el 21 de julio de 2019 que retiraría su candidatura a la reelección. Poco después, el 2 de agosto, dimitió como gobernador.
El 9 de septiembre de 2019, Pedro Pierluisi, quien se desempeñó brevemente como gobernador de facto luego de la renuncia de Rosselló, anunció que buscaría la nominación del PNP para gobernador para las elecciones de 2020.
El 19 de diciembre de 2019, la gobernadora Wanda Vázquez Garced, quien asumió el 7 de agosto de 2019, luego de que el nombramiento de Pierluisi fuera considerado inconstitucional, anunció su intención de buscar la reelección para un mandato completo como gobernadora.
El 16 de agosto de 2020, en un proceso de primarias extendido empañado por problemas para entregar boletas a los lugares de votación para la fecha de las primarias originales del 9 de agosto, Pierluisi derrotó a Vázquez Garced.
Partido Popular Democrático
Después de la derrota del candidato popular David Bernier en las elecciones para gobernador de Puerto Rico de 2016, el partido estaba mayormente dividido en opiniones sobre cómo avanzar hacia las elecciones de 2020. Si bien muchos en el partido querían seguir con la misma ideología del Estado Libre Asociado, Carmen Yulín Cruz expresó el deseo de crear un nuevo movimiento en el partido, uno que apoyara una libre asociación de Puerto Rico como país independiente de los Estados Unidos.
El 16 de agosto de 2020, en un proceso de primarias extendido empañado por problemas para entregar boletas a los lugares de votación para la fecha de las primarias originales del 9 de agosto, Delgado derrotó a Bhatia y Cruz.
Movimiento Victoria Ciudadana
Luego de que Alexandra Lúgaro como candidata independiente, haya quedado como la tercera fuerza electoral del País y la participación de Rafael Bernabe Riefkohl como candidato del Partido del Pueblo Trabajador en las elecciones de 2016, los dos candidatos se unieron a otros políticos puertorriqueños en marzo de 2019 para formar un nuevo partido político llamado Movimiento Victoria Ciudadana.
El 19 de noviembre de 2019, Alexandra Lúgaro anunció su segunda candidatura a gobernadora, esta vez como candidata al Movimiento Victoria Ciudadana. El 9 de febrero de 2020 el MVC realizó una asamblea general donde Lúgaro fue elegida como la candidata a la gobernación sobre Leslie Martínez Botet.
Partido Independentista Puertorriqueño
El 27 de diciembre de 2019, el Partido Independentista Puertorriqueño (PIP) presentó su lista de candidatos para las elecciones generales, incluyendo al senador Juan Dalmau Ramírez como candidato a gobernador. Dalmau se postuló anteriormente como candidato del PIP en las elecciones de 2012.
Proyecto Dignidad
Proyecto Dignidad fue certificado como partido oficial por la CEE el 22 de enero de 2020. Necesitó certificar 47.406 peticiones de aval, de las cuales recibió 47.856.
El 20 de mayo de 2020, el partido anunció que el Dr. César Vázquez sería su candidato a gobernador.
Candidatos independientes
El 5 de mayo de 2020, la Comisión Estatal de Elecciones (CEE) certificó la candidatura de Eliezer Molina luego de una disputa legal sobre la cantidad de avales necesarios para ratificar su nominación.
El 25 de junio Gabriel Vicéns Rivera anunció su candidatura a gobernador por nominación directa, siendo el primer maestro de escuela pública y miembro de las comunidades LGBTTIQ en aspirar a esa posición en la historia de Puerto Rico.  

### Candidatos oficiales
| Partido | Partido                                | Precandidatos | Precandidatos           | Cargos ocupados                                                                                  |
| ------- | -------------------------------------- | ------------- | ----------------------- | ------------------------------------------------------------------------------------------------ |
|         | Partido Nuevo Progresista              |               | Pedro Pierluisi Urrutia | Secretario de Estado (2019) Comisionado residente (2009-2017) Secretario de Justicia (1993-1997) |
|         | Partido Popular Democrático            |               | Carlos Delgado Altieri  | Alcalde de Isabela (2001-2021)                                                                   |
|         | Movimiento Victoria Ciudadana          |               | Alexandra Lúgaro Aponte | Candidata independiente a gobernadora en las elecciones de 2016                                  |
|         | Partido Independentista Puertorriqueño |               | Juan Dalmau Ramírez     | Senador (2017-2021) Candidato a gobernador en las elecciones de 2012                             |
|         | Proyecto Dignidad                      |               | César Vázquez Muñiz     | Cardiólogo y presidente del PD (desde 2019)                                                      |
|         | Independiente                          |               | Eliezer Molina          | Agroculturista, ingeniero civil y activista ambiental                                            |

### Candidatos por nominación directa[b]
- Gabriel Vicéns Rivera (Ind.), maestro de escuela pública y activista de la comunidad LGBT[c]

### Eliminados en primarias
- Wanda Vázquez Garced (PNP), Gobernadora de Puerto Rico (2019-2021), Secretaria de Justicia (2017-2019).[28]
- Eduardo Bhatia (PPD), Presidente del Senado (2013-2017), Senador (1997-2001, 2009-2021).[29]
- Carmen Yulín Cruz (PPD), Alcaldesa de San Juan (2013-2020), Representante (2009-2013)[30][31]

### Retiraron su candidatura
- Ricardo Rosselló Nevares (PNP), Gobernador de Puerto Rico (2017-2019)[32]
- Iván González Cancel (PNP), Secretario de Salud (2009)[33]
- Juan Zaragoza (PPD), Secretario de Hacienda (2014-2017)[34][35]
- Roberto Prats (PPD), Senador (2001-2005)[36][37]

## Candidatos a comisionado residente
Partido Nuevo Progresista
El 3 de noviembre de 2019, la comisionada residente titular Jenniffer González anunció que se postularía para un segundo mandato en dicho cargo.
Partido Popular Democrático
El 10 de diciembre de 2019, el exgobernador Aníbal Acevedo Vilá anunció que se postularía para un segundo mandato no consecutivo para comisionado residente. Su primer mandato fue de 2001 a 2005. Se convirtió en el nominado oficial el 31 de enero de 2020, luego de que su oponente José Nadal Power no recibiera suficientes avales para oficializar su candidatura.
Movimiento Victoria Ciudadana
El 9 de febrero de 2020 el partido realizó una asamblea general, donde la Dra. Zayira Jordán Conde fue elegida como candidata a comisionada residente.
Partido Independentista Puertorriqueño
El 27 de diciembre de 2019, el Partido Independentista Puertorriqueño nominó al Dr. Luis Roberto Piñero como comisionado residente.
Proyecto Dignidad
El 24 de mayo de 2020, el candidato a gobernador Dr. César Vázquez anunció que la abogada Ada Norah Henriquez se postularía para comisionada residente.

### Candidatos oficiales
| Partido | Partido                                | Precandidatos | Precandidatos           | Cargos ocupados |
| ------- | -------------------------------------- | ------------- | ----------------------- | --- |
|         | Partido Nuevo Progresista              |               | Jennifer González Colón | Comisionada residente (desde 2017) Presidenta de la Cámara de Representantes (2009-2013) Representante (2002-2017) |
|         | Partido Popular Democrático            |               | Aníbal Acevedo Vilá     | Gobernador de Puerto Rico (2005-2009) Comisionado residente (2001-2005) Representante (1993-2001)                  |
|         | Movimiento Victoria Ciudadana          |               | Zayira Jordán Conde     | Catedrática y experta en ciberseguridad                                                                            |
|         | Partido Independentista Puertorriqueño |               | Luis Roberto Piñero     | Pediatra |
|         | Proyecto Dignidad                      |               | Ada Norah Henríquez     | Abogada |

### Retiraron su candidatura
- José Nadal Power (PPD), Senador (2013-2021)

## Resultados

### Gobernador
|  | 33.24 % |

|  | 31.56 % |

|  | 14.21 % |

|  | 13.72 % |

|  | 6.90 % |

|  | 0.69 % |

### Comisionado residente

Resultados por municipio

|  | 40.85 % |

|  | 32.05 % |

|  | 12.89 % |

|  | 7.84 % |

|  | 6.37 % |

### Senado
|  | 36.50 % |

|  | 31.10 % |

|  | 37.32 % |

|  | 33.07 % |

|  | 14.46 % |

|  | 11.20 % |

|  | 9.07 % |

|  | 11.31 % |

|  | 2.63 % |

|  | 7.43 % |

|  | 0 % |

|  | 5.79 % |

|  | 100 % |

|  | 100 % |

### Cámara de Representantes
|  | 38.92 % |

|  | 34.20 % |

|  | 39.15 % |

|  | 36.60 % |

|  | 11.22 % |

|  | 12.50 % |

|  | 9.04 % |

|  | 10.15 % |

|  | 1.37 % |

|  | 6.53 % |

|  | 0.27 % |

|  | 0 % |

|  | 100 % |

|  | 100 % |

### Alcaldías

Alcaldes electos por partido

| PPD                                    | PNP | Ind. | PIP | MVC | PD | Total |
| 41                                     | 37  | 0    | 0   | 0   | 0  | 78    |
| Fuente: Comisión Estatal de Elecciones |     |      |     |     |    |       |

### Plebiscito

Resultados por municipio

| Elección                             | Votos     | %      | ± (2017) |
| ------------------------------------ | --------- | ------ | -------- |
| Sí                                   | 655,505   | 52.52% | 44.79%   |
| No                                   | 592,671   | 47.48% | 44.79%   |
| Votos totales                        | 1,248,176 | 100%   | 28.94%   |
| Votantes registrados y participación | 2,355,894 | 52,98% | 29.24%   |